# Mina de Itataia
A Mina de Itataia (ou Itatiaia) se localiza no Ceará, entre os municípios de Santa Quitéria e Itatira, e é a maior mina de urânio físsil do Brasil, além de conter fosfato e mármore branco, sendo responsável por 46% do urânio prospectado no país.

## Histórico
Há tempos que se vem se discutindo os benefícios e malefícios da mina para natureza e a população da região, sendo o assunto muito polêmico, principalmente depois de alguns acidentes ocorridos na sua pre-exploração. Estes acidentes soam como um alerta e nos conduzem a sugerir um repensar sobre o projeto de mineração e beneficiamento de urânio e fosfato da mina de Itataia em Santa Quitéria – Ceará, que, segundo a Nota produzida pelo Núcleo TRAMAS/UFC - Trabalho, Meio Ambiente e Saúde, acerca da posição do grupo em relação ao licenciamento ambiental do Projeto, este foi orçado em 870 milhões de reais e visa produzir 1.600 toneladas de concentrado de urânio simultâneo à produção de 1.050.000 toneladas de derivados fosfatados por ano. Assim sendo, sentimos a necessidade de analisar os benefícios, custos e danos, principalmente para a população do entorno imediato da mina, formada por aproximadamente seis mil famílias, distribuídas em vinte e sete comunidades no município de Santa Quitéria e quinze no município de Itatira. Dentro das vinte e sete comunidades no município de Santa Quitéria, existem quatro assentamentos, todos fruto da luta pela terra, a saber: Saco do Belém, Morrinho, Queimadas e Alegre Tatajuba. Isso nos leva a refletir no fato de que os camponeses, durante anos, travaram uma luta para ter acesso à terra e, após ter conquistado o sonho de ter um pedaço de chão para viver com dignidade, se veem, agora, no risco de terem que abandonar o lugar, por conta da invisível ameaça da radiação. O município de Santa Quitéria situa-se na porção noroeste do Estado do Ceará, na microrregião do Sertão Central, distando 222 km de Fortaleza, e tem como municípios limítrofes: Cariré, Groaíras, Forquilha, Sobral, Irauçuba, Canindé, Itatira, Boa Viagem, Monsenhor Tabosa, Catunda, Hidrolândia, Pires Ferreira e Varjota. Itatira situa-se na microrregião dos Sertões de Canindé, distante aproximadamente 216 km de Fortaleza e faz limites com os municípios de Canindé, Madalena, Santa Quitéria e Boa Viagem.
A previsão inicial, anunciada em 2008, era de que a mina de Itataia entrasse em funcionamento em 2013, extraindo inicialmente 1.100 toneladas de urânio e 240 toneladas de fosfato por ano. A exploração se daria por meio de uma associação entre a estatal Indústrias Nucleares do Brasil (INB) e a empresa privada Galvani. No entanto, as obras sequer foram iniciadas devido à falta de licença ambiental para exploração da jazida, mas a mina foi adiada para ser explorada  no ano de 2017.

## Dados técnicos
O minério em Itataia ocorre sob a forma de colofanito uranífero, desde a superfície até cerca de 180 metros de profundidade. As reservas lavráveis somam 8,882 milhões de toneladas de fosfato (P2OS) e 79.319 toneladas de urânio (U3O8), além de 32 milhões de toneladas de calcário associado ao minério.
O teor de fosfato é de 11%, o maior registrado no Brasil.